# Štěpán z Pálče
Štěpán z Pálče (deutsch Stephan von Palec, lateinisch Stephanus de Palecz) (* um 1370; † 1424) war ein böhmischer Theologe und Rektor an der Karls-Universität in Prag, sowie führender Vertreter der Hussiten.

## Leben
Er wurde in einem kleinen böhmischen Dorf Páleč geboren, studierte an der Karls-Universität in Prag und legte dort 1386 die Prüfung als Bachelor und 1391 als Meister der Freien Künste ab. 1396 bis 1399 ist er als Magister an der Universität tätig, 1399 wird er zum Dekan der Fakultät berufen und 1400 zum Rektor der Universität. 1403 legt er weitere Prüfungen als Bachelor in Theologie ab, 1411 wird er schließlich Magister der Theologie, 1412 Dekan der theologischen Fakultät.
Anfang des 14. Jahrhunderts stand er gemeinsam mit Stanislav ze Znojma, Matěj z Knína, Jan Hus und Hieronymus von Prag auf der Seite der Verfechter der Lehre von John Wyclif. Gegenspieler waren damals die Normalisten Johannes Otto von Münsterberg, Jan Hubner und Jan Arsen z Langenfeldu. Das Streitgespräch gipfelte 1409 im Kuttenberger Dekret und dem Weggang ausländischer vornehmlich deutscher Professoren von der Universität, u. a. nach Leipzig (siehe Universität Leipzig). Dadurch verlor diese ihre bisher starke Stellung in Europa von der sie sich nie mehr richtig erholte. So durften nach den Hussitenkriegen beispielsweise nur noch Vertreter des Kelches (Hussiten) lehren und studieren.
Er predigte mit ihnen gemeinsam an der Kirche des Hl. Havel in Prag, nahm an der Reise der Hussiten nach Rom teil, in der sie dem Papst ihre Ansichten darlegen wollten. In Bologna wurde er jedoch gefangen genommen und erst nach Intervention durch Wenzel IV. wieder freigelassen. Eine Zeit lang vertrat er noch die Wertvorstellungen der Hussiten, kehrte dann aber 1412 von dieser Lehre ab. 1413 wird er zum Kanoniker auf der Prager Burg.
In der Zeit von 1414 bis 1417 nahm er am Konzil in Konstanz teil. Hier trat er als engagierter Gegner von Jan Hus auf und war maßgeblich an dessen Verurteilung beteiligt. Später wandte er sich wieder den Reformern zu. Nach dem Konzil nahm er 1418 eine Stelle an der Universität Krakau an.

## Werke
Er verfasste mehrere philosophische, teils polemische Schriften. Teilweise befassten sich diese mit seiner Lehre an der Universität, meist jedoch mit Glaubensfragen. Diese waren zunächst reformorientiert, später gegen die Reformer gefärbt.

## Schriften
- Tractatus gloriosus
- Replicatio contra quiddamistas
- Antihus
- Tractatus contra quattuor articulos Hussitarum
- Sermo - Resistite fortes in fide
- Postilla super epistolam ad Romanos
- Postilla super 1 Cor.
- De Assumptione B. Mariae Virginis – 1407
- Contra duos articulos Vicleph – 1412
- Ad clerum – 1420
- De Epiphania
- Quaestio de universalibus
- Lectura super duos libros sentenciarum
- Recommendatio theologiae
- Kommentar zum Wiclifs Traktat De universalibus